# Fieri felkelés
A fieri felkelés (albán kryengritja e Fierit) 1935. augusztus 14–15-én az albániai Fier városában lezajlott fegyveres lázadás volt. Szervezői és vezetői, Kostandin Çekrezi és Musa Kranja dilettáns módon készítették elő, és részletes, hatékony terv hiányában kapkodva, rögtönzésekre építve hajtották végre az uralkodó, I. Zogu trónfosztását célul kitűző felkelésüket. Miután a véletlenek szerencsétlen összjátéka folytán meggyilkolták az albán hadsereg egyik vezetőjét, átvették a hatalmat Fier városában, majd fegyveres harcba bocsátkoztak a közeli Lushnja városánál a helyi csendőri erőkkel. A helyszínre érkező kormányerők a felkelés második napján véget vetettek a ribilliónak és helyreállították a rendet.
A történettudomány mégis a két világháború közötti Albánia politikai színterének meghatározó incidenseként tartja számon a fieri felkelést. A mintegy féltucatnyi Zogu-ellenes puccs- vagy merényletkísérlet, felkelés közül ugyanis egyedül a fieri vetett nagyobb belpolitikai hullámokat és késztette a közvélemény előtti meghátrálásra az uralkodót. A lázadás gyors leverése után megindult, a fieri felkelésben részt vettek mellett a kormányellenzék számos tagját is félreállító tisztogató hadjárat módszerei, a letartóztatottak felett ítélkező kirakatper alapvető jogi hiányosságai, és a vasszigorral meghozott félszáz halálos ítélet külföldön heves felzúdulást, belföldön széleskörű ellenérzést szült a kormánnyal szemben. I. Zogut ez az általános ellenszenv kényszerítette pályája során első ízben arra – miután mintegy másfél évtizede irányította az albán politikai életet belügyminiszterként, köztársasági elnökként, majd uralkodóként –, hogy a közvélemény kegyét kereső politikai lépéseket tegyen, s reformígéreteket téve 1935 októberében feloszlatta a Pandeli Evangjeli vezette kabinetet.

## A felkelés
A lázadás élére Kostandin Çekrezi publicista állt, aki 1920 és 1922 között az albán kormány washingtoni meghatalmazottja, 1929 után az államtanács tagja volt. A vlorai Zogu-ellenes titkos szervezkedés leleplezése során őt is letartóztatták, hároméves börtönbüntetéséből 1935 februárjában szabadult. Antizogista tervének két fő támogatója a fieri csendőr hadnagy, akkor éppen a város megbízott csendőrparancsnoka, Musa Kranja (egyes forrásokban Musa Kraja), valamint közeli barátja, Nuredin Vlora volt. A Zogu-adminisztrációval szemben táplált dühüket elsősorban a kormány olaszbarát lépései tüzelték fel, attól tartottak, hogy az uralkodó az ország pénzügyei és nyersanyagkészletei felett már monopolizált helyzetben lévő Olaszország kezére játssza át az országot. Bár a hatóságok később sem tudták bizonyítani, a korban elterjedt közvélekedés az volt, hogy az ország egyik leggazdagabb földesura, egyúttal Zogu korábbi párthíve, ebben az időben már engesztelhetetlen ellensége, Shefqet Vërlaci is erkölcsi és anyagi támogatást nyújtott a felkeléshez. Egyes történeti munkákban felmerült az az elmélet is, hogy éppenséggel az olaszok pénzelték a Çekrezi-felkelést. A feltevések szerint a kormányt megrengető ribillió az esedékes államközi kölcsön tárgyalásakor megfelelő pozícióba segítette volna az olaszokat ahhoz, hogy a pénzügyi segítségnyújtásért cserébe kikényszerítsék: az albán kormány engedje olasz telepesek beköltözését a Fier környéki Myzeqeja termékeny síkjára.
Kranja augusztus 13-án körbejárta Fiert és a környező falvakat, hogy a fegyverképes férfiakat másnapra a város piacterére rendelje. A felkelés másnap, 1935. augusztus 14-én, a reggeli órákban vette kezdetét, miután a fieri piactéren emberei élén megjelenő Çekrezi beszédet intézett az ott összegyűlt százötven emberhez. Szózatában azzal a hamis információval igyekezett maga mellé állítani a fierieket, hogy ő annak az új forradalmi kormánynak a képviselője, amely időközben Tiranában már át is vette a hatalmat. Ezt követően Kranja felszólítására a megjelentek hűségesküt tettek az „új kormányra” és annak fegyveres támogatására.
Çekrezinek és társainak nem volt pontos forgatókönyvük az országos felkelés kirobbantásához, pusztán arra számítottak, hogy a fieri események híre futótűzként terjed el az albán városokban, az elégedetlenkedők másutt is átveszik a hatalmat, és erejüket egyesítve megdönthetik Zogu hatalmát. Ekkor azonban váratlan és tragikus közjáték gyorsította fel és tette visszafordíthatatlanná a fieri eseményeket. Éppen a gyűlés idején tartott kocsiján a közeli ókori romvárosba, Apollóniába a berati hadosztály parancsnoka, nem mellesleg Zogu tanácsadója és jó barátja, Leon Ghilardi tábornok. Fieren keresztülhajtva figyelmes lett a piactéri csoportosulásra, megállt és kiszállt autójából. A következő pillanatban őt és sofőrjét is több lövés érte, és a helyszínen életüket vesztették.
Ezt követően a felkelők foglyul ejtették a fieri prefektust, és névlegesen átvették a hatalmat a város fölött. Musa Kranja ezután a helyi csendőrség kötelékéből felfegyverzett százharminc embert, s élükön még aznap északkeletnek, a fővárosnak vette az irányt. A 30 kilométerre lévő Lushnjába érve azonban a Zoguhoz hű helyi csendőrség tűzharcba bocsátkozott velük és feltartóztatta a fieri csendőröket. Veszteség egyik oldalon sem esett, de a fieriek jobbnak látták visszafordulni és hazatérni. Ekkor azonban már úton voltak a Tiranából és Elbasanból a régióba vezényelt kormánycsapatok, amelyek augusztus 15-én, a hajnali órákban el is érték a várost. A zendülés főkolomposai – Çekrezi, Kranja és néhány társuk – eddigre már elhagyták Fiert, és a Seman közeli torkolatánál egy Olaszországba tartó halászhajóra szálltak (ezzel a későbbi igazságszolgáltatást is elkerülték). A kormánycsapatok a felkelés második napján ellenállás nélkül állították helyre a rendet Fierben, s letartóztatták a magukat megadó lázadókat.

## A megtorlás
A keménykezű belügyminiszter, Musa Juka haditörvényszéket hirdetett. A fieri felkelés megtorlása alkalmat szolgált arra is, hogy a lázadásban egyébként részt nem vett, de a kormány számára kényelmetlen embereket is eltüntessék a politika színpadáról. Juka parancsára 539 embert tartóztattak le országszerte. Egyebek mellett így és ezért tartóztatták le Idriz Ljugát, Tirana prefektusát, egyben rendőrparancsnokát is, de számos kommunista és liberális értelmiségi, rendszerkritikus katonatiszt és köztisztviselő, konzervatív földesúr esett a tisztogatás áldozatául. Többen már a belügyi szervek kínvallatásának következtében életüket vesztették, vagy szökési kísérletük során lőtték agyon őket. 
A kormányzat, nevesen Musa Juka arról is gondoskodott, hogy az így „felderített” összeesküvői hálózat tagjai felett színpadias körülmények között hozzanak ítéletet. Miután letartóztatásuk koholt ürügye a Çekrezi-féle felkelésben való részvétel volt, 213 vádlottat Fierbe szállítottak, és kezdetét vette a többnapos ítélkezés. A helyi iskolák és a városka egyetlen szállodája börtönként funkcionáltak, a város megtelt katonasággal. A szabadtéren folyó, látványosságként szolgáló kirakatper nem állt másból, mint hogy a kirendelt védelemben nem részesült vádlottak kínzással kicsikart vallomásait sorban felolvasták. Az augusztus 24-ei ítélethirdetéskor a vádlottak közül mintegy 160-at életfogytig tartó börtönbüntetésre, 53-at pedig halálra ítéltek (távollétükben a szökésben lévő főszervezőket is), a Ghilardi tábornok meggyilkolásában bűnösnek ítélt tizenegy csendőrt pedig ott helyben felakasztották. A börtönbüntetésre ítéltek között volt Bedri Spahiu, későbbi vezető kommunista politikus is.
A nemzetközi közvélemény felzúdult a Fierben történteken. Az éppen ez időben ülésező Nemzetek Szövetsége, az Emberi Jogok Ligája és több nyugati szervezet hevesen tiltakozott az albán kormánynál és képviselőiknél az embertelen eljárás, a vádlottak jogfosztása miatt. I. Zogu és Juka megrettentek a nemzetközi visszhangtól, a halálos ítéletek legtöbbjét 1935. szeptember 22-én életfogytig tartó börtönbüntetésre változtatták. Így végül a még augusztus 24-én kivégzett tizenegy csendőrön kívül egyetlen embert, a Ghilardi meggyilkolásában bűnösnek talált Hekuran Manekut akasztották fel. Az uralkodó az országban is érzékelhető általános elégedetlenséget azzal oldotta fel, hogy a fieri vizsgálat és büntetőper túlkapásaiért „felelős” Evangjeli-kabinetet – tagjai között Musa Jukával – 1935. október 16-án menesztette, és reformígéreteket hangoztatva a polgári liberális Mehdi Frashërit kérte fel egy új kormány alakítására.